# Kanuslalom-Europameisterschaften 2021
Die Kanuslalom-Europameisterschaften 2021 fanden in Ivrea, Italien, unter der Leitung des Europäischen Kanuverbandes (ECA) statt. Es war die 22. Ausgabe des Wettbewerbs und sie fanden vom 6. bis zum 9. Mai 2021 im Stadio della Canoa statt. 
Die Wettbewerbe dienten zusätzlich als Qualifikationsturnier für die auf 2021 verschobenen Olympischen Sommerspiele in Tokio.
Der Boater-Cross-Wettbewerb (CSLX – „Canoe Slalom Extreme“) wurde hierbei erstmals bei einer Europameisterschaft veranstaltet.

## Ergebnisse
Insgesamt wurden zehn Wettbewerbe austragen.

### Männer

#### Canadier
| Wettbewerb | Gold                                                     | Gold  | Silber                                                     | Silber | Bronze                                            | Bronze |
| ---------- | -------------------------------------------------------- | ----- | ---------------------------------------------------------- | ------ | ------------------------------------------------- | ------ |
| C1         | Denis Gargaud Chanut                                     | 87,55 | Matej Beňuš                                                | 88,65  | Sideris Tasiadis                                  | 89,47  |
| C1 Team    | SlowakeiAlexander Slafkovský Michal Martikán Matej Beňuš | 91,86 | ItalienRoberto Colazingari Raffaello Ivaldi Flavio Micozzi | 96,01  | SlowenienBenjamin Savšek Luka Božič Nejc Polenčič | 99,38  |

#### Kajak
| Wettbewerb           | Gold                                                  | Gold  | Silber                                             | Silber | Bronze                                                                       | Bronze |
| -------------------- | ----------------------------------------------------- | ----- | -------------------------------------------------- | ------ | ---------------------------------------------------------------------------- | ------ |
| K1                   | Vít Přindiš                                           | 81,90 | Giovanni De Gennaro                                | 82,65  | Peter Kauzer                                                                 | 82,92  |
| K1 Team              | TschechienJiří Prskavec Vít Přindiš Vavřinec Hradilek | 88,54 | DeutschlandHannes Aigner Tim Maxeiner Stefan Henst | 90,16  | Vereinigtes KönigreichBradley Forbes-Cryans Joseph Clarke Christopher Bowers | 90,85  |
| Canoe Slalom Extreme | Vít Přindiš                                           |       | Dimitri Marx                                       |        | Joseph Clarke                                                                |        |

### Frauen

#### Canadier
| Wettbewerb | Gold                                                     | Gold   | Silber                                                                | Silber | Bronze                                              | Bronze |
| ---------- | -------------------------------------------------------- | ------ | --------------------------------------------------------------------- | ------ | --------------------------------------------------- | ------ |
| C1         | Miren Lazkano                                            | 102,15 | Tereza Fišerová                                                       | 102,51 | Elena Apel                                          | 104,01 |
| C1 Team    | SlowakeiSimona Glejteková Zuzana Paňková Monika Škáchová | 112,22 | Vereinigtes KönigreichKimberley Woods Mallory Franklin Sophie Ogilvie | 116,51 | FrankreichMarjorie Delassus Lucie Prioux Angèle Hug | 122,58 |

#### Kajak
| Wettbewerb           | Gold                                                                | Gold   | Silber                                                         | Silber | Bronze                                                         | Bronze |
| -------------------- | ------------------------------------------------------------------- | ------ | -------------------------------------------------------------- | ------ | -------------------------------------------------------------- | ------ |
| K1                   | Corinna Kuhnle                                                      | 91,42  | Eva Terčelj                                                    | 91,89  | Ricarda Funk                                                   | 95,34  |
| K1 Team              | Vereinigtes KönigreichKimberley Woods Fiona Pennie Mallory Franklin | 105,79 | ÖsterreichCorinna Kuhnle Antonia Oschmautz Viktoria Wolffhardt | 107,98 | TschechienKateřina Kudějová Veronika Vojtová Antonie Galušková | 111,60 |
| Canoe Slalom Extreme | Kateřina Kudějová                                                   |        | Corinna Kuhnle                                                 |        | Veronika Vojtová                                               |        |

## Medaillenspiegel
| Platz  | Land                   | Gold | Silber | Bronze | Gesamt |
| ------ | ---------------------- | ---- | ------ | ------ | ------ |
| 1      | Tschechien             | 4    | 1      | 2      | 7      |
| 2      | Slowakei               | 2    | 1      | 0      | 3      |
| 3      | Österreich             | 1    | 2      | 0      | 3      |
| 4      | Vereinigtes Königreich | 1    | 1      | 2      | 4      |
| 5      | Frankreich             | 1    | 0      | 1      | 2      |
| 6      | Spanien                | 1    | 0      | 0      | 1      |
| 7      | Italien                | 0    | 2      | 0      | 2      |
| 8      | Deutschland            | 0    | 1      | 3      | 4      |
| 9      | Slowenien              | 0    | 1      | 2      | 3      |
| 10     | Schweiz                | 0    | 1      | 0      | 1      |
| Gesamt | Gesamt                 | 10   | 10     | 10     | 30     |